# Hierodula inconspicua
Hierodula inconspicua är en bönsyrseart som beskrevs av Max Beier 1952. Hierodula inconspicua ingår i släktet Hierodula och familjen Mantidae. Inga underarter finns listade i Catalogue of Life.